# ريبوردون

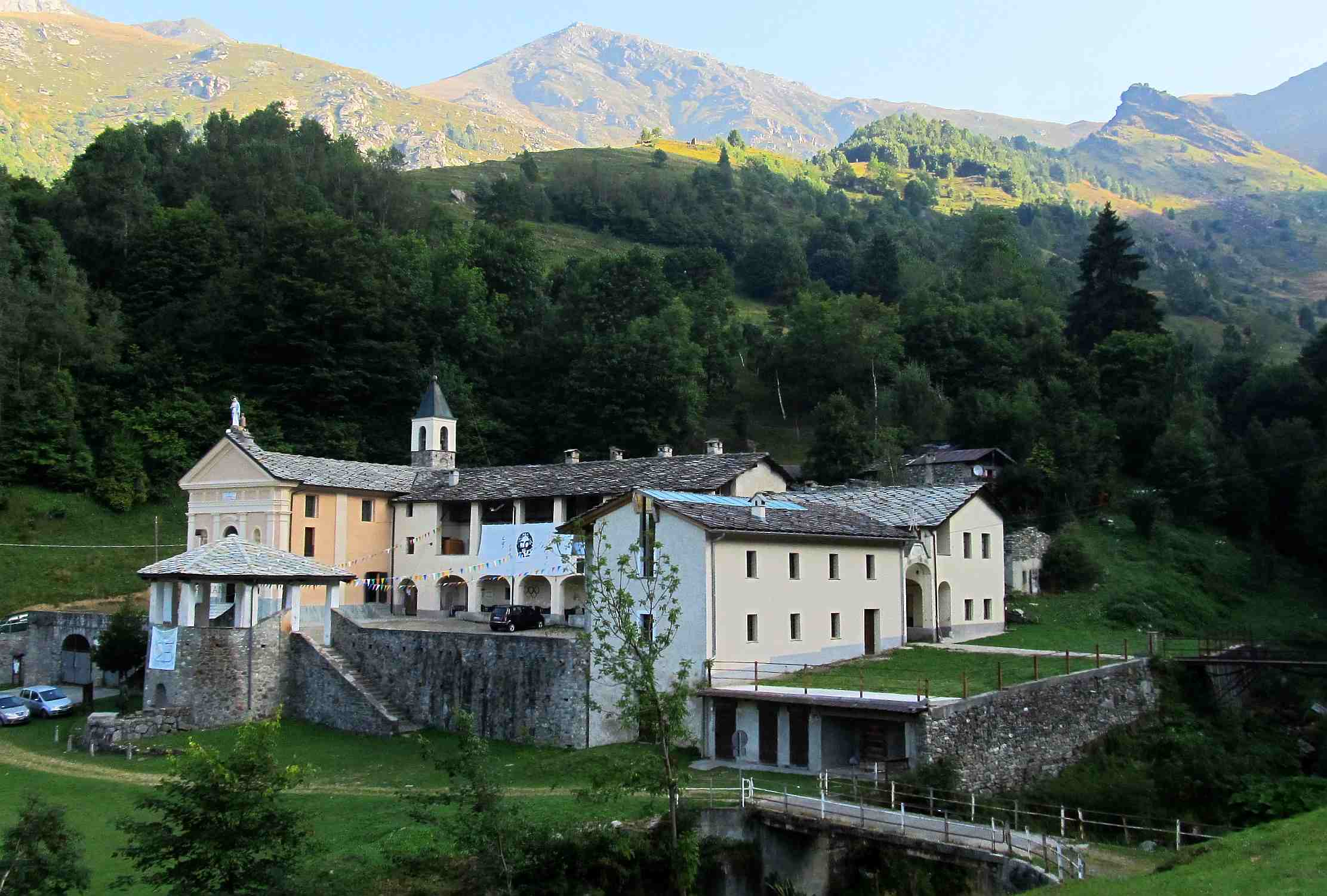
ملاذ براسكوندو

ريبوردون هي كومونا في مدينة تورينو الحضرية في منطقة بيدمونت الايطالية، على بعد حوالي 45 كيلو شمال غرب تورينو.
يحد ريبوردون البلديات التالية: رونكوكانافيز ، لوكانا ن سبارون.